# Pinnacle Foods
Pinnacle Foods é uma empresa americana de alimentos embalados, foi fundada em 1998 como Vlasic Foods International após ser desmembrada da Campbell Soup Company junto com as marcas Swanson, Open Pit e Vlasic Pickles,a companhia é sediada na cidade de Parsippany no estado de Nova Jersey nos Estados Unidos.
Em março de 2006 adquiriu a empresa de processadora de carnes americana Armour and Company por 183 milhões de dólares.
Em maio de 2007 foi vendida a empresa de investimentos Blackstone por 2,16 bilhões de dólares.
Em novembro de 2009 comprou a empresa americana de alimentos congelados Birds Eye Foods, Inc por 1,3 bilhão de dólares.
Em março de 2013 a Pinnacle Foods abriu seu capital na Bolsa de Valores de Nova York, com o IPO a empresa conseguiu arrecadar 580 milhões de dólares, no dia de abertura de seu a capital a Pinnacle Foods tinha um valor de mercado de 2,3 bilhões de dólares.

## Marcas da empresa
- Armour (Processamento de carnes)
- Aunt Jemima Frozen Breakfast (Alimentos congelados) (marca sob licença da Quaker Oats)
- Birds Eye
  - C&W
  - Husman's
  - Nalley
  - Snyder of Berlin
  - Voila
- Celeste (Marca de pizza)
- Duncan Hines (Alimentos panificados)
- Hungry-Man (Comida congelada)
- Lender's Bagels (Bagel)
- Log Cabin Syrup (Xarope de ácer)
- Mrs. Butterworth's (Panquecas)
- Mrs. Paul's (Frutos do Mar)
- Open Pit (Molho de churrasco)
- Swanson frozen (Comida preparada)
- Tim's Cascade Snacks (Pipocas e batata chips)
- Van de Kamp's (Frutos do mar)
- Vlasic (Pepino em conserva)
- Wish-Bone (Molho de salada)